# Schattenkabinett Badenoch
Das Schattenkabinett Badenoch bildet seit November 2024 im Nachgang der Unterhauswahl 2024 das Schattenkabinett der Opposition in Großbritannien. Es bildet damit den Gegenpol zur Regierung (Kabinett Starmer).

## Mitglieder
| Amt | Bild                                       | Name                                     |
| --- | ------------------------------------------ | ---------------------------------------- |
| Schatten-Premierministerin Oppositionsführerin Parteiführerin der Conservative Party                   |                                            | Kemi Badenoch                            |
| Schatten-Schatzkanzler                                                                                 |                                            | Mel Stride                               |
| Schattenministerin für Auswärtiges, das Commonwealth und Entwicklung                                   |                                            | Priti Patel                              |
| Schattenminister für Inneres                                                                           |                                            | Chris Philp                              |
| Schattenminister für Verteidigung                                                                      |                                            | James Cartlidge                          |
| Schattenminister für Justiz Schatten-Lordkanzler                                                       |                                            | Robert Jenrick                           |
| Schattenminister für Wissenschaft, Technologie und Innovationen                                        |                                            | Alan Mak                                 |
| Schattenminister für Gesundheit und Soziales                                                           |                                            | Edward Argar                             |
| Schattenminister für Wohnen, Kommunen und lokale Selbstverwaltung                                      |                                            | Kevin Hollinrake                         |
| Schattenministerin für Umwelt, Ernährung und ländliche Angelegenheiten                                 |                                            | Victoria Atkins                          |
| Schatten-Leader of the House of Commons                                                                |                                            | Jesse Norman                             |
| Schatten-Leader of the House of Lords                                                                  |                                            | Nicholas True, Baron True                |
| Schattenminister für Wirtschaft und Handel                                                             |                                            | Andrew Griffith                          |
| Schattenminister für Energiesicherheit und CO2-Neutralität Schattenstaatsministerin für Gleichstellung |                                            | Claire Coutinho                          |
| Schattenministerin für Arbeit und Renten                                                               |                                            | Helen Whately                            |
| Schattenministerin für Bildung                                                                         |                                            | Laura Trott                              |
| Schattenminister für Verkehr                                                                           |                                            | Gareth Bacon                             |
| Schattenminister für Kultur, Medien und Sport                                                          |                                            | Stuart Andrew                            |
| Schatten-Chancellor of the Duchy of Lancaster Schattenminister für Nordirland                          |                                            | Alex Burghart                            |
| Schattenminister für Schottland                                                                        |                                            | Andrew Bowie                             |
| Schattenministerin für Wales Schattenstaatsministerin für Frauen                                       |                                            | Mims Davies                              |
| Generalsekretäre der Conservative Party                                                                |                                            | Nigel Huddleston                         |
| Generalsekretäre der Conservative Party                                                                | Dominic Johnson, Baron Johnson of Lainston |                                          |
| weitere Mitglieder des Schattenkabinetts                                                               |                                            |                                          |
| Chief Whip der Opposition im House of Commons                                                          |                                            | Rebecca Harris                           |
| Schatten-Chief Secretary to the Treasury                                                               |                                            | Richard Fuller                           |
| Schatten-Attorney General for England and Wales (Generalstaatsanwalt)                                  |                                            | David Wolfson, Baron Wolfson of Tredegar |